# 黒田毅
黒田 毅（くろだ たけし、1899年（明治32年）3月26日 - 没年不明）は、日本の政治家。愛知県守山市長。

## 来歴
兵庫県出身。愛知県青年師範学校卒。安城農林学校教諭を経て、守山高等小学校校長、全国青年学校協会会長、全国青年師範同窓連盟理事長、愛知県青年師範学校教員会会長などを歴任する。
1951年三郷澱粉協同組合理事長、守山町教育委員、愛知県商工協同組合理事などを務め、1955年守山市長選挙に立候補し初当選。1959年に再選。在職中に全国市長会から海外産業及び都市開発視察団員に選ばれ、欧米各国を視察。
一方で名古屋市との合併協議にも関わり、1963年に守山市が名古屋市に編入されて後は守山公民館長・愛知県社会教育委員を務めた。